# Raymond Coulter
Raymond Coulter (n. 12 aprilie 1897, Hadley Township⁠(d), Illinois, SUA – d. 23 ianuarie 1965, Mount Sterling⁠(d), Illinois, SUA) a fost un trăgător de tir ce a reprezentat Statele Unite ale Americii, medaliat olimpic. A participat la o ediție a Jocurilor Olimpice (1924) în care a câștigat o medalie de aur și o medalie de bronz.